# 848
L'848 (DCCCXLVIII in numeri romani) è un anno bisestile del IX secolo.

## Eventi
- Irlanda: Máel Sechnaill, Re Supremo, sconfigge un'armata Norvegese a Sciath Nechtain.
- Ragusa è araba
- Iraq: costruita la Grande moschea di Samarra.

## Morti
- Adalgisio di Novara, vescovo e santo italiano
- Guglielmo di Bordeaux, sovrano franco
- Ali ibn Muhammad, sultano (n. 827)

## Calendario
| Calendario 848 | Calendario 848 | Calendario 848 | Calendario 848 | Calendario 848 | Calendario 848 | Calendario 848 | Calendario 848 | Calendario 848 | Calendario 848 | Calendario 848 | Calendario 848 | Calendario 848 | Calendario 848 | Calendario 848 | Calendario 848 | Calendario 848 | Calendario 848 | Calendario 848 | Calendario 848 | Calendario 848 | Calendario 848 | Calendario 848 | Calendario 848 | Calendario 848 | Calendario 848 | Calendario 848 | Calendario 848 | Calendario 848 | Calendario 848 | Calendario 848 | Calendario 848 | Calendario 848 |
| -------------- | -------------- | -------------- | -------------- | -------------- | -------------- | -------------- | -------------- | -------------- | -------------- | -------------- | -------------- | -------------- | -------------- | -------------- | -------------- | -------------- | -------------- | -------------- | -------------- | -------------- | -------------- | -------------- | -------------- | -------------- | -------------- | -------------- | -------------- | -------------- | -------------- | -------------- | -------------- | -------------- |
|                | 1              | 2              | 3              | 4              | 5              | 6              | 7              | 8              | 9              | 10             | 11             | 12             | 13             | 14             | 15             | 16             | 17             | 18             | 19             | 20             | 21             | 22             | 23             | 24             | 25             | 26             | 27             | 28             | 29             | 30             | 31             |                |
| Gennaio        | Do             | Lu             | Ma             | Me             | Gi             | Ve             | Sa             | Do             | Lu             | Ma             | Me             | Gi             | Ve             | Sa             | Do             | Lu             | Ma             | Me             | Gi             | Ve             | Sa             | Do             | Lu             | Ma             | Me             | Gi             | Ve             | Sa             | Do             | Lu             | Ma             |                |
| Febbraio       | Me             | Gi             | Ve             | Sa             | Do             | Lu             | Ma             | Me             | Gi             | Ve             | Sa             | Do             | Lu             | Ma             | Me             | Gi             | Ve             | Sa             | Do             | Lu             | Ma             | Me             | Gi             | Ve             | Sa             | Do             | Lu             | Ma             | Me             |                |                |                |
| Marzo          | Gi             | Ve             | Sa             | Do             | Lu             | Ma             | Me             | Gi             | Ve             | Sa             | Do             | Lu             | Ma             | Me             | Gi             | Ve             | Sa             | Do             | Lu             | Ma             | Me             | Gi             | Ve             | Sa             | Do             | Lu             | Ma             | Me             | Gi             | Ve             | Sa             |                |
| Aprile         | Do             | Lu             | Ma             | Me             | Gi             | Ve             | Sa             | Do             | Lu             | Ma             | Me             | Gi             | Ve             | Sa             | Do             | Lu             | Ma             | Me             | Gi             | Ve             | Sa             | Do             | Lu             | Ma             | Me             | Gi             | Ve             | Sa             | Do             | Lu             |                |                |
| Maggio         | Ma             | Me             | Gi             | Ve             | Sa             | Do             | Lu             | Ma             | Me             | Gi             | Ve             | Sa             | Do             | Lu             | Ma             | Me             | Gi             | Ve             | Sa             | Do             | Lu             | Ma             | Me             | Gi             | Ve             | Sa             | Do             | Lu             | Ma             | Me             | Gi             |                |
| Giugno         | Ve             | Sa             | Do             | Lu             | Ma             | Me             | Gi             | Ve             | Sa             | Do             | Lu             | Ma             | Me             | Gi             | Ve             | Sa             | Do             | Lu             | Ma             | Me             | Gi             | Ve             | Sa             | Do             | Lu             | Ma             | Me             | Gi             | Ve             | Sa             |                |                |
| Luglio         | Do             | Lu             | Ma             | Me             | Gi             | Ve             | Sa             | Do             | Lu             | Ma             | Me             | Gi             | Ve             | Sa             | Do             | Lu             | Ma             | Me             | Gi             | Ve             | Sa             | Do             | Lu             | Ma             | Me             | Gi             | Ve             | Sa             | Do             | Lu             | Ma             |                |
| Agosto         | Me             | Gi             | Ve             | Sa             | Do             | Lu             | Ma             | Me             | Gi             | Ve             | Sa             | Do             | Lu             | Ma             | Me             | Gi             | Ve             | Sa             | Do             | Lu             | Ma             | Me             | Gi             | Ve             | Sa             | Do             | Lu             | Ma             | Me             | Gi             | Ve             |                |
| Settembre      | Sa             | Do             | Lu             | Ma             | Me             | Gi             | Ve             | Sa             | Do             | Lu             | Ma             | Me             | Gi             | Ve             | Sa             | Do             | Lu             | Ma             | Me             | Gi             | Ve             | Sa             | Do             | Lu             | Ma             | Me             | Gi             | Ve             | Sa             | Do             |                |                |
| Ottobre        | Lu             | Ma             | Me             | Gi             | Ve             | Sa             | Do             | Lu             | Ma             | Me             | Gi             | Ve             | Sa             | Do             | Lu             | Ma             | Me             | Gi             | Ve             | Sa             | Do             | Lu             | Ma             | Me             | Gi             | Ve             | Sa             | Do             | Lu             | Ma             | Me             |                |
| Novembre       | Gi             | Ve             | Sa             | Do             | Lu             | Ma             | Me             | Gi             | Ve             | Sa             | Do             | Lu             | Ma             | Me             | Gi             | Ve             | Sa             | Do             | Lu             | Ma             | Me             | Gi             | Ve             | Sa             | Do             | Lu             | Ma             | Me             | Gi             | Ve             |                |                |
| Dicembre       | Sa             | Do             | Lu             | Ma             | Me             | Gi             | Ve             | Sa             | Do             | Lu             | Ma             | Me             | Gi             | Ve             | Sa             | Do             | Lu             | Ma             | Me             | Gi             | Ve             | Sa             | Do             | Lu             | Ma             | Me             | Gi             | Ve             | Sa             | Do             | Lu             |                |